# Ла Крус, Хулио Сесар
Хулио Сесар ла Крус Пераса (исп. Julio César La Cruz Peraza; род. 11 августа 1989, Камагуэй, Куба) — кубинский боксёр-любитель и профессионал, выступающий в полутяжёлой и в первой тяжёлой весовых категориях.
Двукратный чемпион Олимпийских игр (2016 и 2020), четвертьфиналист Олимпийских игр 2012 года, пятикратный чемпион мира (2011, 2013, 2015, 2017, 2021), бронзовый призёр чемпионата мира (2019), четырёхкратный чемпион Панамериканских игр (2011, 2015, 2019, 2023), трёхкратный чемпион Игр Центральной Америки и Карибского бассейна (2014, 2018, 2023), многократный чемпион и призёр национального первенства в любителях.
Лучшая позиция по рейтингу BoxRec — 152-я (июль 2023) и являлся 3-м среди кубинских боксёров первой тяжёлой весовой категории, — входя в ТОП-155 лучших боксёров первого тяжёлого веса всего мира.

## Биография
Хулио Сесар ла Крус родился 11 августа 1989 года в городе Камагуэй, на Кубе.

## Любительская карьера

### Олимпийские игры 2012 года
В 2012 году Хулио в качестве капитана сборной Кубы по боксу защищал честь страны на Олимпийских играх в Лондоне, но на стадии четвертьфинала со счетом 15:18 проиграл бразильскому боксёру Ямагути Флорентино и занял только 5-е место.

### Чемпионаты мира
На чемпионатах мира по боксу 2011, 2013, 2015 и 2017 годов становился чемпионом мира в весе до 81 кг, в результате чего попал в Книгу Рекордов Гиннеса.

### Олимпийские игры 2016 года
В 2016 году стал чемпионом на Олимпийских играх в Рио-де-Жанейро.

### Чемпионат мира 2019 года
В 2019 году завоевал бронзовую медаль на чемпионате мира в Екатеринбурге (Россия), где в четвертьфинале победил россиянина Георгия Кушиташвили, но в полуфинала по очкам уступил боксёру из Казахстана Бекзату Нурдаулетову.

### Олимпийские игры 2020 года
В 2021 года прошёл квалификацию на Олимпийские игры 2020 года.
И в июле 2021 года стал участником Олимпийских игр в Токио, где в 1/8 финала соревнований по очкам победил кенийца Элли Айови Очола. В финале сумел победить российского боксёра Муслима Гаджимагомедова, завоевав золотую медаль Игр.

### 2023 год
В феврале 2023 года стал серебряным призёром международного турнира на призы короля Марокко Мухаммеда VI в Марракеше (Марокко), где он в полуфинале по очкам (счёт: 4:1) опять победил опытного россиянина Муслима Гаджимагомедова, но в финале — в конкурентном бою по очкам проиграл опытному итальянцу Азизу Аббесу Мухийдину.

### Олимпийские игры 2024 года
На летних Олимпийских играх 2024 в Париже Ла Крус в первом же поединке в 1/8 финала уступил азербайджанскому боксёру кубинского происхождения Лорену Берто Альфонсо Домингесу.

## Профессиональная карьера
20 мая 2022 года состоялся его дебют на профессиональном ринге в Агуаскальентесе (Мексика), в 1-м тяжёлом весе, когда он досрочно нокаутом во 2-м раунде победил опытного колумбийца Дейвиса Кассереса (27-15).

## Статистика профессиональных боёв
В таблице перечислены результаты всех поединков боксёров.
В каждой строке указан результат поединка. Дополнительно номер поединка обозначен цветом, который обозначает итог поединка. Расшифровка обозначений и цветов представлена в нижеследующей таблице.
| Пример | Расшифровка                     |
| ------ | ------------------------------- |
|        | Победа                          |
|        | Ничья                           |
|        | Поражение                       |
|        | Планируемый поединок            |
|        | Поединок признан несостоявшимся |
| КО     | Нокаут                          |
| ТКО    | Технический нокаут              |
| PTS    | Решение судей (по очкам)        |
| UD     | Единогласное решение судей      |
| MD     | Решение большинства судей       |
| SD     | Раздельное решение судей        |
| RTD    | Отказ от продолжения боя        |
| DQ     | Дисквалификация                 |
| NC     | Поединок признан несостоявшимся |

| 2 поединка, 2 победы (2 нокаутом). | 2 поединка, 2 победы (2 нокаутом). | 2 поединка, 2 победы (2 нокаутом). | 2 поединка, 2 победы (2 нокаутом). | 2 поединка, 2 победы (2 нокаутом).                                              | 2 поединка, 2 победы (2 нокаутом). | 2 поединка, 2 победы (2 нокаутом). |
| Бой                                | Рекорд                             | Дата боя                           | Соперник                           | Место проведения боя                                                            | Раундов, время                     | Дополнительно                      |
| ---------------------------------- | ---------------------------------- | ---------------------------------- | ---------------------------------- | ------------------------------------------------------------------------------- | ---------------------------------- | ---------------------------------- |
| 2                                  | 2-0                                | 28 августа 2022                    | Хуан Родольфо Хуарес (20-7)        | Club Social y Deportivo El Porvenir, Кильмес, провинция Буэнос-Айрес, Аргентина | TKO 4 (6)                          |                                    |
| 1                                  | 1-0                                | 20 мая 2022                        | Дейвис Кассерес (27-15)            | Palenque de la FNSM, Агуаскальентес, штат Агуаскальентес, Мексика               | KO 2 (6), 1:40                     | Дебют в профессиональном боксе.    |